# Palaugråfågel
Palaugråfågel (Edolisoma monacha) är en fågel i familjen gråfåglar inom ordningen tättingar.

## Utbredning och systematik
Fågeln förekommer enbart på Palauöarna. Den liksom flertalet taxa placerades tidigare i Coracina, men DNA-studier visar att det släktet är parafyletiskt visavi drillfåglarna i Lalage.

## Status
IUCN kategoriserar den som livskraftig.